# Ludmiła (Wołoszyna)
Ludmiła, nazwisko świeckie Wołoszyna (ur. 23 marca 1953 w obwodzie połtawskim) – rosyjska mniszka prawosławna, przełożona stauropigialnego monasteru św. Jana Rylskiego.

## Życiorys
Pochodzi z Połtawszczyzny. W wieku siedemnastu lat przeprowadziła się do Moskwy, gdzie przez kolejne dziesięć lat pracowała jako księgowa w centralnej bazie dyrekcji przewozów międzynarodowych i turystycznych kolei moskiewskiej. Ukończyła technikum kolejowe.
Jej rodzina była głęboko wierząca, a przyszła ihumenia pozostawała pod opieką duchową schimnicha Samsona (Siwiersa). W 1980 z jego błogosławieństwa razem z siostrą wstąpiła do Monasteru Piuchtickiego. Jako posłusznica pracowała w kancelarii. W 1990 złożyła wieczyste śluby mnisze przed metropolitą leningradzkim i tallińskim Aleksym, przyjmując imię zakonne Ludmiła na cześć męczennicy Ludmiły Czeskiej. W 1991 została ekonomką Monasteru Piuchtickiego. Rok później została przeniesiona do restytuowanego po kilku dekadach monasteru św. Jana Rylskiego w Petersburgu, gdzie również była ekonomką. W 2012 patriarcha moskiewski i całej Rusi Cyryl nadał jej prawo noszenia krzyża napierśnego.
W roku następnym, po śmierci siostry, ihumeni Serafiny, objęła po niej urząd przełożonej monasteru św. Jana Rylskiego w Petersburgu. W 2014 otrzymała godność ihumeni.